# Allaeldin Ahmouda
Allaeldin Ahmouda, né le 18 février 1996 à Benghazi, est un coureur cycliste libyen. 

## Palmarès
- 2017
  - 2e du championnat de Libye sur route
- 2019
  -  Champion de Libye sur route
  - 2e étape du Tour du Sahel
  - 2e de la course en ligne des championnats arabes
  - 2e du Tour du Sahel
- 2020
  -  Champion de Libye sur route
- 2021
  -  Champion de Libye sur route